# Aradia Ensemble
L'Aradia Ensemble est un ensemble canadien de musique baroque et classique fondé en 1996 et basé à Toronto, adepte de l'interprétation historiquement informée, soit l'interprétation sur instruments anciens (ou copies d'instruments anciens).

## Historique
L'ensemble vocal et instrumental Aradia est fondé en 1996 à Toronto au Canada par le chef d'orchestre et violoniste irlandais Kevin Mallon qui avait auparavant étudié la direction d'orchestre avec John Eliot Gardiner, été maître de concert du Concert Spirituel et des Arts Florissants à Paris et dirigé l'Irish Baroque Orchestra avant de s'installer au Canada pour occuper des postes au sein du Tafelmusik Baroque Orchestra et de l'Université de Toronto,,.
Sur ses deux premiers albums, le groupe porte le nom d'Aradia Baroque Ensemble mais il est renommé ensuite Aradia Ensemble.
L'ensemble tire son nom d'Aradia qui, d'après Robert Graves, serait la fille de la sœur jumelle d'Apollon, envoyée par les Dieux pour apprendre à l'humanité à transposer la musique de la Nature en chansons,,.
L'Aradia Ensemble, dont Kevin Mallon est également le directeur musical, joue sur instruments anciens,,,.
Il s'est produit dans des festivals internationaux comme le New Zealand International Chamber Music Festival en 2000, et le festival Musica nel Chiostro en 2003,,,.

## Répertoire
Le répertoire de l'Aradia Ensemble présente un mélange de musique orchestrale, opératique et de chambre jouée sur instruments anciens,,, : ce répertoire reprend des œuvres vocales de Caldara, Lully, Charpentier, Rameau, Bach, Vaňhal, Vivaldi, et Buxtehude, des œuvres orchestrales de Sammartini, van Wassenaer, Boyce, Purcell et Haendel ainsi que des opéras de Samuel Arnold et Henry Purcell.
Il inclut également des pièces contemporaines commandées par le groupe,,.
L'Aradia Ensemble a également réalisé la bande originale d'un film,.

## Distinctions
- 2005 : Editor's Choice Award du magazine Gramophone pour l'enregistrement des symphonies de William Boyce[2],[8] ;
- 2006 : Editor's Choice Award du magazine Gramophone pour l'enregistrement de Water Music et Music for the Royal Fireworks de Georg Friedrich Haendel[2],[8].

## Accueil critique
Le deuxième CD de l'ensemble, Ballet Music for the Sun King, sorti au printemps 1998, a été choisi comme disque du mois par le magazine britannique Classic FM.
Son enregistrement des symphonies de William Boyce est recensé dans l'ouvrage 1001 Classical Recordings You Must Hear Before You Die (1001 enregistrements classiques que vous devez écouter avant votre mort) compilé par Matthew Rye, un ouvrage qui recommande par ailleurs trois autres enregistrements de l'Aradia Ensemble : The Tempest de Henry Purcell ainsi que le Gloria et le Stabat Mater d'Antonio Vivaldi.
Dans sa critique de l'opéra Polly de Samuel Arnold, Nicholas Kenyon, du journal britannique The Guardian, souligne que « les interprétations des solistes à la voix légère de l'Aradia Ensemble de Toronto sont étincelantes ».

## Discographie
L'Aradia Ensemble a réalisé tous ses enregistrements pour le label Naxos,, :
- 1996 : Christmas Cantata et Sinfonias Nos. 5 & 6 d'Antonio Caldara
- 1998 : Ballet Music For The Sun King de Jean-Baptiste Lully
- 1999 : Noels And Christmas Motets, Vol. 1 de Marc-Antoine Charpentier
- 2000 : Christmas Cantatas de Jean-Sébastien Bach
- 2000 : The Tempest Or The Enchanted Island de Henry Purcell
- 2001 : Missa Pastoralis In G Major, Missa Solemnis In C Major de Jean-Baptiste Vanhal
- 2002 : Concerti Armonici d'Unico Wilhelm van Wassenaer
- 2002 : Noels And Christmas Motets, Vol. 2 H.416, H.420 de Marc-Antoine Charpentier
- 2003 : Messe De Minuit Pour Noël H.9, Te Deum H.146, Dixit Dominus H.204, de Marc-Antoine Charpentier
- 2004 : Dixit Dominus RV 595, Gloria RV 588 et Nulla In Mundo Pax Sincera d'Antonio Vivaldi
- 2004 : Sacred Cantatas, Jubilate Domino et Sicut Moses de Dietrich Buxtehude
- 2004 : Castor et Pollux de Jean-Philippe Rameau
- 2005 : Eight Symphonies Op. 2 de William Boyce
- 2005 : Six Symphonies de Giovanni Battista Sammartini
- 2006 : Water Music et Music for the Royal Fireworks de Georg Friedrich Haendel
- 2006 : Laudate Pueri Dominum RV 600, Stabat Mater RV 621 et Canta In Prato RV 623 d'Antonio Vivaldi
- 2008 : Theatre Music de Henry Purcell
- 2010 : Polly de Samuel Arnold
- 2011 : Concerti Grossi op. 6 de Georg Friedrich Haendel (enregistré en 2011[11], publié en 2013)